# Astiphromma luridum
Astiphromma luridum là một loài tò vò trong họ Ichneumonidae.